# Reguła Naegelego
Reguła Naegelego – metoda określenia terminu porodu, licząc czas trwania ciąży od 1. dnia ostatniej miesiączki. Opisał ją niemiecki położnik Franz Naegele (1778–1851).
Wzór reguły Naegelego brzmi:
Termin porodu = pierwszy dzień ostatniej miesiączki + 7 dni - 3 miesiące + 1 rok.
Średni czas ciąży obliczony tą metodą wynosi 9 miesięcy kalendarzowych i 7 dni, czyli ok. 40 tygodni.
Przeprowadzone obliczenia wyznaczają tzw. średni czas trwania prawidłowej ciąży. 

## Założenia
Średni czas trwania miesiączki
Reguła zakłada, że cały cykl trwał 28 dni, a owulacja nastąpiła 14 dnia cyklu. Nie uwzględnia cykli nieregularnych, gdzie owulacja nastąpiła przed lub po 14 dniu cyklu.
Średni czas trwania miesiąca kalendarzowego
Reguła zakłada, że wszystkie miesiące roku kalendarzowego trwają trochę ponad 30 dni (365/12=30,416). Jednak niejednakowa długość miesięcy skutkuje nieprawidłowym wyliczeniem spodziewanej daty porodu w przypadku, gdy pierwszy dzień ostatniej miesiączki był w maju. W tym przypadku od wyliczonej daty należy odjąć 3 dni lub ustalić kiedy wypada koniec 40. tygodnia na podstawie kalendarza. Np. jeśli 1. dzień miesiączki był 21 maja 2010 i dzień ten wypadał w piątek, to według reguły Naegelego STP wypada: 28 lutego 2011 roku czyli w poniedziałek, a zatem będzie to 40 tydzień + 3 dni ciąży. Należy odjąć 3 dni i uzyskuje się wtedy prawidłową datę ukończenia 40. tygodnia ciąży.
Czas trwania ciąży
Reguła zakłada, że czas trwania ciąży wynosi ok. 40 tygodni (280 dni) od pierwszego dnia ostatniej miesiączki lub ok. 38 tygodni (266 dni) od owulacji. Przy dokładnym liczeniu 40 tygodni uwzględnia się pierwszy dzień ostatniej miesiączki, natomiast przy liczeniu 38 tygodni od owulacji nie uwzględnia się 14 dnia, czyli liczy się od 15 dnia (14 dzień stanowi ostatni dzień 2 tygodnia ciąży).